# SLC39A3
SLC39A3 (англ. Solute carrier family 39 member 3) – білок, який кодується однойменним геном, розташованим у людей на короткому плечі 19-ї хромосоми. Довжина поліпептидного ланцюга білка становить 314 амінокислот, а молекулярна маса — 33 601.
| 10         |  | 20         |  | 30         |  | 40         |  | 50         |
| ---------- |  | ---------- |  | ---------- |  | ---------- |  | ---------- |
| MVKLLVAKIL |  | CMVGVFFFML |  | LGSLLPVKII |  | ETDFEKAHRS |  | KKILSLCNTF |
| GGGVFLATCF |  | NALLPAVREK |  | LQKVLSLGHI |  | STDYPLAETI |  | LLLGFFMTVF |
| LEQLILTFRK |  | EKPSFIDLET |  | FNAGSDVGSD |  | SEYESPFMGG |  | ARGHALYVEP |
| HGHGPSLSVQ |  | GLSRASPVRL |  | LSLAFALSAH |  | SVFEGLALGL |  | QEEGEKVVSL |
| FVGVAVHETL |  | VAVALGISMA |  | RSAMPLRDAA |  | KLAVTVSAMI |  | PLGIGLGLGI |
| ESAQGVPGSV |  | ASVLLQGLAG |  | GTFLFITFLE |  | ILAKELEEKS |  | DRLLKVLFLV |
| LGYTVLAGMV |  | FLKW       |  |            |  |            |  |            |

A: Аланін

C: Цистеїн

D: Аспарагінова кислота

E: Глутамінова кислота

F: Фенілаланін

G: Гліцин

H: Гістидин

I: Ізолейцин

K: Лізин

L: Лейцин

M: Метіонін

N: Аспарагін

P: Пролін

Q: Глутамін

R: Аргінін

S: Серин

T: Треонін

V: Валін

W: Триптофан

Кодований геном білок за функцією належить до фосфопротеїнів. 
Задіяний у таких біологічних процесах, як транспорт іонів, транспорт, альтернативний сплайсинг. 
Білок має сайт для зв'язування з іоном цинку. 
Локалізований у мембрані.